# Tinamou à pieds rouges
Crypturellus erythropus
Espèce
Répartition géographique
Statut de conservation UICN

 LC  : Préoccupation mineure
Le Tinamou à pieds rouges (Crypturellus erythropus) est une espèce d'oiseaux de la famille des Tinamidae.

## Répartition et sous-espèces
Selon la classification de référence du Congrès ornithologique international (15.1, 2025) il se répartit en sept sous-espèces (ordre phylogénique) :
- Crypturellus erythropus curstitans Wetmore & Phelps, WH Jr, 1956 — nord-est de la Colombie et nord-ouest du Venezuela ;
- Crypturellus erythropus idoneus (Todd, 1919) — sierra Nevada de Santa Marta et environs
- Crypturellus erythropus columbianus (Salvadori, 1895) — río Sinú et aval du río Cauca ;
- Crypturellus erythropus saltuarius Wetmore, 1950 — sierra de Ocaña ;
- Crypturellus erythropus spencei (Brabourne & Chubb, C, 1914) — Venezuela ;
- Crypturellus erythropus margaritatus Phelps, WH & Phelps, WH Jr, 1948 — île Margarita ;
- Crypturellus erythropus erythropus (Pelzeln, 1863) — de l'est du Venezuela au Guyana et nord du Brésil.